# Wanderschuh

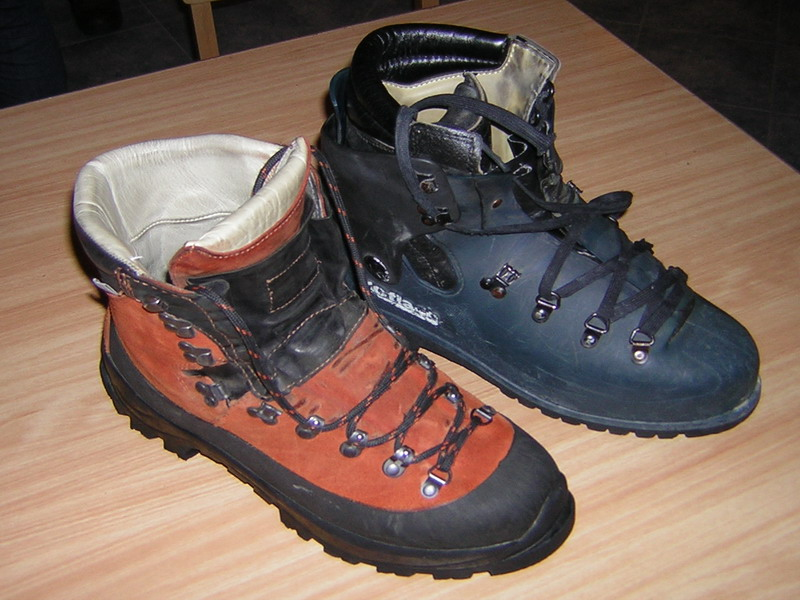
Schuhe für das Bergwandern

Ein Wanderschuh ist ein spezieller Schuh, der hauptsächlich zum Wandern, zu leichtem Bergsteigen oder sonstiger Fortbewegung in freier Natur verwendet wird. Er zeichnet sich häufig durch eine gute Wasserdichtigkeit aus, hat ein rutschfestes Profil und ist robust. Meist verläuft der Schaft von Wanderschuhen bis über den Knöchel (u. a. als Schutz gegen Umknicken im Sprunggelenk). Die Bezeichnung Wanderschuh ist nicht genau abgegrenzt gegen Begriffe wie Bergschuh oder Trekkingstiefel. Letztere haben meist eine bessere Dämpfung auch durch eine weichere Sohle. Auch der Jagdstiefel ist dem Wanderschuh vom Grundprinzip her oft sehr ähnlich.
Je nach Anwendungsgebiet, ob Flachlandwandern oder Bergsteigen, und je nach geografischem und klimatischem Einsatzgebiet werden verschiedene Modelle vom leichten Wander- oder Wüstenschuh bis zum steigeisenfesten Bergschuh verwendet.

## Einsatzzweck
Wanderschuhe sollen den Fuß schützen und entlasten. Gerade bei Wanderungen unterliegen die Füße einer sehr hohen Belastung, sei es aufgrund des Bodens (uneben, rutschig etc.) oder ungewohnter Gewichtsbelastung (Rucksack), weshalb sie eines zusätzlichen Schutzes bedürfen, um nicht vorzeitig zu ermüden oder gar Verletzungen (meist im Knöchelbereich) zu erleiden. Aus diesem Grund sind Wanderschuhe abweichend von anderen Schuhen gebaut, haben eine mehr oder minder feste Sohle und sind meist überknöchelhoch. Da die Ansprüche zwischen einer Wüstentour und einem Hochgebirgseinsatz aber sehr unterschiedlich sind, hat der Wanderschuhhersteller Meindl in den 1970er Jahren sogenannte Einsatzkategorien entwickelt (von A für Leichtwanderschuhe für den Spaziergang im Stadtpark bis zu D für den Hochgebirgseinsatz). Entsprechend den Einsatzkategorien werden die Schuhe optimiert. So hat beispielsweise der Leichtwanderschuh eine sehr biegsame Sohle und einen Nylonschaft, wohingegen der Hochgebirgsstiefel eine steigeisenfeste brettharte Sohle, verbunden mit einem dicken Lederschaft, aufweist. Hinzu kommen Spezialwanderschuhe wie Wüstenstiefel mit skorpionstichfesten Nylonschäften und besonders hoher Atmungsaktivität oder Schalenschuhe komplett aus Kunststoff (mit Innenschuh) für den Einsatz unter extremen Bedingungen.

## Verarbeitung, Materialien und Haltbarkeit
Wanderschuhe werden entweder in einer genähten oder in einer geklebten Machart gefertigt. Die Mehrzahl der heute erhältlichen Wanderschuhe wird in der geklebten Konstruktionsweise (fachsprachlich AGO-Machart, von Another Great Opportunity gefertigt, die seit 1911 als damals erste Möglichkeiten der geklebten Machart so bezeichnet wurden), in erster Linie, weil diese Kostenvorteile zeigt. Doch sind damit auch funktionelle Aspekte verbunden: So kann beispielsweise die Innensohle eines geklebten Wanderschuhs aus Kunststoff gefertigt werden, der genau den Erfordernissen (Biegeelastizität nach Schuhgröße und Einsatzzweck) angepasst werden kann.
Genähte Wanderschuhe werden im britischen Einflussbereich nach der sogenannten Veldtschoen-Machart gebaut, einer ursprünglich von den südafrikanischen Jägern erfundenen Rahmenbauweise für Schuhe, im alpenländischen Raum in der zwiegenähten Machart, sehr schwere Bergstiefel auch trigenäht.
Für den Außenschaft wird entweder Leder (Glatt- oder Rauleder), Kunstfaser (Nylon) oder eine Kombination von beiden (Nylon mit Raulederbesätzen) verwendet. Wenn Leder verwendet werden, sind diese pflanzlich gegerbt (normalerweise sind Schuhoberleder mineralgegerbt) und besonders dick. Als Futter (Innenschaft) werden entweder Kunstfaserfilze (Nadelfilz Camprell) oder Leder oder eine Kombination aus beiden (die stark belasteten Stellen aus Leder, der Vorderschuh aus Kunstfaser) eingesetzt. Seit den 1980er Jahren werden sogenannte Klimamembranen verstärkt in Wanderschuhe eingebaut. Das sind dünne Folien, die als Laminat mit dem Futter in den Schuh kommen und Wasserdichtigkeit versprechen, ohne die Atmungsaktivität (Schweiß in Form von entweichendem Wasserdampf) zu unterbinden. Ihre Funktionalität bei Schuhen ist umstritten.
Die Haltbarkeit des Schaftes hängt in erster Linie von der Anzahl seiner Nähte ab. Jede Naht, auch wenn sie, wie bei besseren Wanderstiefeln üblich, dreifach ausgeführt wird, ist eine potentielle Schwachstelle: Dort kann Wasser eindringen, dort geht der Schaft zuerst kaputt. Als zweiter Faktor spielt das verwendete Material eine Rolle. Am haltbarsten ist Leder, wobei die Rauleder, wenn sie mit der Fleischseite nach außen gearbeitet sind, auch das Entfernen (Herausreiben) von Oberflächenverletzungen ermöglichen, was bei Glattledern ausgeschlossen ist. Nylonschäfte sind weniger haltbar und werden deshalb in sogenannten Leichtwanderschuhen verbaut, die nicht für den Einsatz in Geröllfeldern mit viel Reibung der Steine am Schaft gedacht sind.
Zur Sohle hin wird bei den geklebten Wanderschuhen ein Gummigürtel (Wetterschutzrand) rings um den Schuh verlaufend eingebaut. Dieser schränkt die Atmungsaktivität ein, weshalb er nicht zu weit am Schaft hochreichen sollte, bietet aber der Verbindung zwischen Schaft und Sohle einen guten mechanischen Schutz und verhindert dort zuverlässig das Eindringen von Wasser. Bei genähten Schuhen gibt es keinen solchen zusätzlichen Schutz.
Als Sohlen kommen unterhalb der dämpfenden Zwischensohle ausschließlich Gummiprofilsohlen zum Einsatz, weil sie die beste Haftung bieten und eine lange Haltbarkeit haben. Weltmarktführer ist Vibram (Italien), doch auch andere Hersteller bieten vergleichsweise gute Laufsohlen. Es gibt zwei Arten von Sohlen: die flachen (von jedem Schuster ersetzbaren) und die sogenannten Formsohlen mit hochgebogenem Rand, die meist nur beim Hersteller im Werk ersetzt werden können. Inzwischen werden die Profile und Gummimischungen auch für spezielle Zwecke optimiert (Eiswandern, Schnee usw.).
Für die Schnürung, stets mittels eines nicht wasserzügigen, reibungsresistenten (Chemiefaser-)Schnürsenkels, werden sowohl Ösen als auch Haken (Agraffen) und Schlaufen verwendet, im unteren Bereich der Schnürung meist Ösen oder Schlaufen, im Übergang zum Knöchel und im oberen Schaftbereich oft ein Tiefzughaken, der den Schnürsenkel bedingt fixieren kann. Im oberen Teil der Schnürung werden offene Haken eingesetzt und einige Hersteller verwenden Schlaufen mit einer eingepressten Metallkugel, die die Reibung des Senkels beim Festziehen durch Rotation minimiert und dadurch das Festziehen vereinfachen soll. Beide Systeme ermöglichen eine flexible Anpassung der Schnürung an den Fuß, den Beinumfang und den Einsatzzweck (Bergaufgehen, Bergabgehen usw.). Neben der konventionellen Kreuzschnürung lässt sich mit speziellen Schnürtechniken (Ladenschnürung, Falsche Feststellöse, Parallelschnürung) eine an den Fuß individuell angepasste Druckverteilung erreichen.
Um ein Verrutschen der Schuhlasche (Zunge) zu verhindern, kann sie mittels eines an ihr befestigten offenen Hakens in die Schnürung mit einbezogen werden.
Die Zwischensohle besteht aus dämpfendem Polyurethan und ist für die Auftrittsdämpfung keilförmig, das heißt unter der Ferse stärker als im Vorfußbereich. Polyurethan (PU) altert mit der Zeit. Das Material unterliegt einer langsam fortschreitenden Hydrolyse. Abhängig von den Lagerbedingungen versprödet der Dämpfungskeil innerhalb von sieben bis zehn Jahren von innen heraus immer stärker, unabhängig davon, ob die Schuhe benutzt werden oder nicht, und ohne dass dieser Prozess von außen erkennbar wäre. Ritzt man dann mit einem Fingernagel den Dämpfungskeil an, krümelt das völlig zerstörte PU heraus. Insofern sollten ältere, selten gebrauchte Wanderschuhe vor einer Tour entsprechend geprüft werden. Zerstörte Dämpfungskeile können vom Reparaturservice der Hersteller ersetzt werden. Nach Herstellerangaben soll das Material der Dämpfungskeile seit einigen Jahren so weit verbessert worden sein, dass es jetzt ein Schuhleben lang hält.

## Pflege
Wanderschuhe unterliegen oft einer besonderen Belastung, weshalb eine Pflege mit normalen Schuhpflegemitteln nicht ausreicht. Besonderer Stellenwert kommt der Imprägnierung zu. Wanderschuhe sollten regelmäßig nachimprägniert werden. Zur allgemeinen Pflege von Leder-Wanderschuhen eignen sich sehr dünn aufgetragene Lederfette oder Fettwachse. Alle namhaften Marken führen derartige Produkte im Sortiment.
Die Pflege von Leder-Wanderschuhen mit Fetten erfordert viel Erfahrung, weil es leicht zu einer Überfettung kommen kann, wodurch die Atmungsaktivität sinkt und der Schaft insgesamt an Festigkeit verlieren kann. Einfacher und bedenkenloser ist daher der Einsatz von Fettwachsen. Reine Wachse, die für diese Zwecke auch angeboten werden, sind nicht so ratsam, weil sie das Leder nicht nähren (Folge: Versprödung) und ihr Schutzfilm nicht so gut auf der Lederoberfläche haftet (Folge: Wasserundichtigkeit).
Da es zu chemischen Unverträglichkeiten unterschiedlicher Pflegemittel miteinander (und auch zu den beim Gerben in das Leder eingebrachten Hydrophobierungsmitteln) kommen kann (sich gegenseitig aufhebende Wirkung), empfiehlt es sich, den Pflegemitteltyp nicht ohne Not zu wechseln. So kann sich das Schaftleder an ein Imprägnierungs-/Pflegemittel gewöhnen und dieses durch die regelmäßige Anwendung seine Wirkung verstärken.
Zur Pflege lederfreier Wanderschuhe dienen Bürsten (zur mechanischen Reinigung), eine sanfte Seifenlauge und/oder speziell für diesen Schuhtyp angebotene Pflegemittel (als Sprays).